# クリスタベル・コックレル

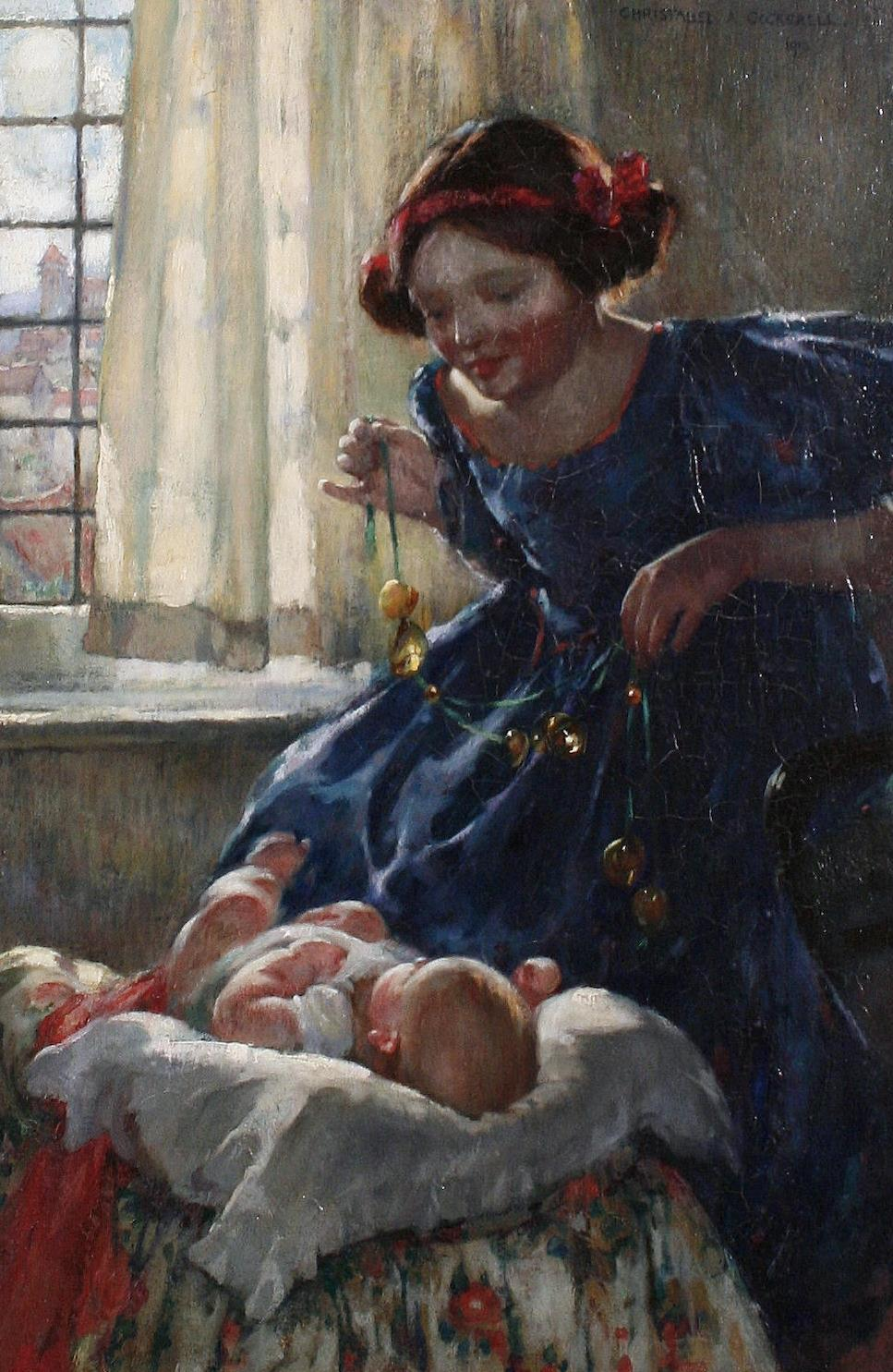
クリスタベル・コッカレル作「赤ん坊をあやす女性」

クリスタベル・アニー・コックレル（Christabel Annie Cockerell、1864年10月21日 - 1951年3月18日）は、イギリスの画家である。子供の肖像画などを描いた。彫刻家のジョージ・フランプトンと結婚し、フランプトンがナイトに叙された後はレディー・フランプトンと呼ばれた。Cockerellの日本での音訳はコッカレルともされる。

## 略歴
ロンドンで生まれた。1882年からロイヤル・アカデミー・オブ・アーツの美術学校で絵画を学び 、美術学校で、彫刻家のジョージ·フランプトン（George Frampton: 1860-1928）と知り合い、2人は1893年4月になって結婚した。
1885年から1910年まで、毎年ロイヤル・アカデミー・オブ・アーツの展覧会に出展し 、結婚後もコッカレルの姓のままで出展を続けた。1897年にはヴェネツィア・ビエンナーレに参加し、1900年のパリ万国博覧会の展覧会に出展した。1905年にイギリスで出版されたウォルター・ショー・スパローの「Women Painters of the World」にクリスタベル・コッカレルの作品は収録された。
夫のジョージ・フランプトンは1908年にナイトに叙せられ、1910年に夫が設計したロンドンのセントジョンズウッド（St John's Wood）の新しい邸に移り、それぞれが自分のスタジオを持った 。
1928年に夫が亡くなった後、1930年に夫のゆかりの美術館に夫の作品を寄贈した
。